# Dialypetalum humbertianum
Dialypetalum humbertianum är en klockväxtart som beskrevs av Franz Elfried Wimmer. Dialypetalum humbertianum ingår i släktet Dialypetalum och familjen klockväxter. Inga underarter finns listade i Catalogue of Life.